# Letopisy Narnie
Letopisy Narnie (anglicky The Chronicles of Narnia) je sedmidílný cyklus fantasy knih pro děti, které napsal britský autor Clive Staples Lewis. Pojednávají o dobrodružství několika dětí, které se dostávají do fantastické země Narnie. Žijí zde mluvící zvířata, existuje magie (která však má jiný význam než v klasickém pojetí – není autonomní silou, ale Stvořitelem daný řád, podle něhož funguje Narnijský svět) a dobro se musí postavit zlu, v čemž děti sehrají klíčovou úlohu. Knihy jsou alegorií základních konceptů křesťanství.

## Pozadí a koncepce
Lewis původně přemýšlel o Letopisech Narnie už kolem roku 1939, ale první knihu Lev, čarodějnice a skříň dokončil až v roce 1949. Čarodějův synovec, předposlední vydaná, ale poslední napsaná kniha, byla dokončena v roce 1954. Lewis nepsal knihy v pořadí, v jakém byly původně vydány, ani nebyly vydány v současném chronologickém pořadí, v jakém jsou uváděny. Původní ilustrátorka Pauline Baynesová vytvořila pro knihy o Narnii kresby perem a tuší, které se dosud používají ve vydávaných edicích. Za Poslední bitvu, závěrečnou knihu ságy, získal Lewis v roce 1956 Carnegieho medaili. Jako Letopisy Narnie sérii poprvé označil kolega, autor dětských knih Roger Lancelyn Green, v březnu 1951 poté, co si přečetl a diskutoval s Lewisem o jeho nedávno dokončené čtvrté knize Stříbrná židle, původně nazvané Noc pod Narnií.
Lewis popsal vznik Lva, čarodějnice a skříně v eseji nazvané „Všechno začalo obrázkem“:
V knize Lev, čarodějnice a skříň vše začalo obrázkem, na němž faun s deštníkem nesl balíčky zasněženým lesem. Tento obrázek jsem měl v hlavě asi od svých šestnácti let. Jednoho dne, když mi bylo asi čtyřicet let, jsem si řekl: „Zkusíme o něm vytvořit příběh.“
Krátce před začátkem druhé světové války bylo mnoho dětí evakuováno na anglický venkov v očekávání útoků nacistického Německa na Londýn a další velké městské oblasti. V důsledku toho přišly 2. září 1939 tři školačky jménem Margaret, Mary a Katherine bydlet do The Kilns v Risinghurstu, Lewisova domu tři míle východně od centra Oxfordu. Lewis později naznačil, že díky této zkušenosti si nově začal vážit dětí, a koncem září začal psát dětský příběh na zvláštní list papíru, který se dochoval jako součást jiného rukopisu:
Tato kniha je o čtyřech dětech, které se jmenovaly Ann, Martin, Rose a Peter. Nejvíce je však o Petrovi, který byl nejmladší. Všichni museli náhle odjet z Londýna kvůli náletům a proto, že otec, který byl v armádě, odešel do války a matka vykonávala nějakou válečnou práci. Poslali je k jednomu matčinu příbuznému, který byl velmi starý profesor a žil sám na venkově.
V knize „Všechno to začalo obrazem“ C. S. Lewis pokračuje: „Všichni jsme byli na cestách: Zpočátku jsem měl jen velmi malou představu o tom, jak bude příběh pokračovat. Ale pak do něj náhle vpadl Aslan. Myslím, že v té době se mi o lvech zdálo hodně často. Kromě toho nevím, kde se Lev vzal a proč přišel. Ale jakmile tam byl, strhl celý příběh dohromady a brzy za sebou strhl i šest dalších Narnijských příběhů.“
Ačkoli se Lewis hájil tím, že o zdroji své inspirace pro Aslana nic neví, Jared Lobdell, který pátral v Lewisově historii, aby prozkoumal vznik série, naznačuje jako pravděpodobný vliv román Charlese Williamse Místo lva z roku 1931.
Rukopis Lva, čarodějnice a skříně byl dokončen koncem března 1949.

### Jméno
Název Narnie vychází z italského města Narni, které se latinsky píše Narnia. Green napsal:
Když se Walter Hooper zeptal, kde našel slovo Narnie, Lewis mu ukázal Murrayův Malý klasický atlas, vyd. G. B. Grundyho (1904), který získal, když četl „klasiky“ s panem Williamem T. Kirkpatrickem v Great Bookhamu (1914–1917). Na desce 8. atlasu je mapa antické Itálie. Lewis podtrhl jméno městečka Narnie, protože se mu líbilo, jak zní. Narnie, italsky „Narni“, se nachází v Umbrii, na půli cesty mezi městy Řím a Assisi. 
Ve věku kolem dvaceti let Lewis četl množství latinských autorů, v jejichž dílech našel minimálně sedm odkazů na Narnii.

## Seznam knih
1. Lev, čarodějnice a skříň (1950) Hlavními hrdiny jsou děti Petr, Zuzana, Edmund a Lucie evakuované za druhé světové války z Londýna na venkov shodou náhod do domu profesora Diviše, kde objeví starou skříň a projdou jí do Narnie. Tam s pomocí lva Aslana (z turečtiny, aslan = lev), ztělesňujícího svrchované dobro, vymaní zemi z krutovlády Bílé čarodějnice, která na Narnii uvrhla dlouhou zimu. Po její porážce se stávají králi a královnami a započínají „zlatý věk“ Narnie.
2. Princ Kaspian (1951) – Petr, Zuzana, Edmund a Lucie se vrací po roce do Narnie, kde mezitím uběhlo 1300 let. Narnii ovládli Telmařané, národ lidí, kteří původně žili na pirátském ostrově ve světě lidí a původní obyvatele donutili ke skrytému životu v lesích. Děti jsou opět povolány do Narnie, kde se setkávají s princem Kaspianem, právoplatným králem Narnie, jehož trůn však neprávem uchvátil jeho strýc Miraz. Díky Aslanově pomoci dosadí Kaspiana na trůn a obnoví práva všech Narnianů.
3. Plavba Jitřního poutníka (1952) – Edmund a Lucie se naposledy vracejí do Narnie, s nimi i jejich zpočátku zkažený bratranec Eustác, který se napraví. Pomáhají Kaspianovi při hledání sedmi ztracených narnijských pánů, přátel jeho otce, které je zavede až na samotný konec světa.
4. Stříbrná židle (1953) – Eustác a jeho spolužačka Julie jsou přivoláni do Narnie, aby našli ztraceného prince Riliana, Kaspiánova syna, kterého unesla zlá Zelená čarodějnice. Čeká je dlouhá a nebezpečná cesta nejen po Narnii.
5. Kůň a jeho chlapec (1954) Je příběh chlapce Šasty a mluvícího koně Brí, který se odehrává ve zlatém věku Narnie. Brí a Šasta utíkají z kruté jižní země Kalormenu do Narnie a jejich cesta se promění v závod o záchranu Narnie a sousední země Archelandu před nenadálým kalorménským útokem.
6. Čarodějův synovec (1955) Hlavními hrdiny jsou Digory a Polly, kteří se pomocí magických prstenů strýce dostávají do několika jiných světů. Stávají se svědky stvoření Narnie lvem Aslanem, zároveň do ní nechtěně přivedou zlou čarodějnici Jadis, která je matkou všech čarodějnic.
7. Poslední bitva (1956) – Eustác a Julie pomáhají při záchraně Narnie před silami zla. Ty nakonec porazí zásah Aslana, který zároveň přináší konec Narnie; postavy z předchozích dílů včetně těch mrtvých jsou souzeny a ty dobré jsou vpuštěny do další Aslanovy říše.

V některých pozdějších vydáních (americké, třetí české) jsou knihy řazeny podle vnitřní chronologie: 
1. Čarodějův synovec
2. Lev, čarodějnice a skříň
3. Kůň a jeho chlapec
4. Princ Kaspian
5. Plavba Jitřního poutníka
6. Stříbrná židle
7. Poslední bitva

První české vydání v překladu Renaty Ferstové vyšlo v nakladatelství Orbis pictus v letech 1991–3, druhé v nakladatelství Návrat domů v letech 1998–9. Třetí v novém překladu Veroniky Volhejnové, s úpravou odvolávající se na film a proslulými původními ilustracemi Pauline Baynesové vydává od roku 2005 nakladatelství Fragment.

## Postavy
Knihy byly několikrát přeloženy do češtiny, ovšem v různých překladech se liší i jména hlavních postav:
- Petr (v originále Peter Pevensie) – nejstarší ze sourozenců
- Zuzana (v originále Susan Pevensie)
- Edmund (v originále Edmund Pevensie)
- Lucinka (v originále Lucy Pevensie) – nejmladší ze sourozenců
- Eustác Květoslav Pobuda (v některých překladech Evžen Křováček, v originále Eustace Clarence Scrubb)
- Julie Poláková (v originále Jill Pole)
- Digory Kirke (v některých překladech Diviš)
- Polly Plummer (v některých překladech Gabriela)

## Čas v Narnii
Lewis často zdůrazňuje, že čas v Narnii ubíhá jinak než v našem světě (což je v anglosaských mýtech a pověstech běžné) – většinou rychleji a nelineárně. Proto se Lucie, která projde do Narnie vchodem ve skříni jako první (Lev, Čarodějnice a skříň) a stráví u fauna Tumnuse několik hodin, může se vrátit zpět pro ostatní děti, aniž by v domě utekl nějaký čas.
Když se děti vracejí po roce do Narnie (Princ Kaspian), ocitají se v místech svého hradu Cair Paravel, který však nepoznávají, neboť v Narnii mezitím uběhly stovky let.
Při třetí návštěvě opět po roce (Plavba Jitřního poutníka) v Narnii uběhly jen tři roky, při čtvrté po půl roce (Stříbrná židle) asi padesát let.
V našem světě mezi dějově prvním (Čarodějův synovec) a posledním (Poslední bitva) dílem uběhne asi 60 let, profesor Diviš je svědkem stvoření i zániku Narnie.

## Mytologie Narnie
Autor se nechal inspirovat antickou mytologií; v jeho díle vystupují fauni (faun pan Tumnus byl vůbec první bytostí, se kterou se první lidská návštěvnice Narnie – Lucinka – setkala), kentauři, minotaurové, najády. Dále se tu objevují mluvící zvířata, která jsou navíc velikostí přizpůsobena lidem. Magie je prezentována hlavně jako prastará síla, dětští hrdinové ji nepoužívají.

## České překlady
První český překlad Josefa Hermacha nevyšel oficiálně knižně, ale byl použit na audionahrávkách.
Překlad Renaty Ferstové vyšel v nakladatelství Orbis Pictus (1991–1993) a později (s řadou drobných oprav) v Návratu domů (1998–1999).
V roce 2005 vydalo nakladatelství Fragment překlad Veroniky Volhejnové, který je pokládán za volnější, ovšem zvolená jména se většinou více blíží originálu (například země anglicky zvaná Calormen se v prvním překladu jmenuje Kalornie, ve druhém Kalormen). Tento překlad byl následně vydán ještě několikrát.

## Zpracování Letopisů Narnie v jiných médiích

### Filmy a seriály
- První čtyři díly (Lev, Kaspian, Plavba a Židle) natočila v letech 1988–1990 BBC jako televizní seriál. Později jej upravila na 3 celovečerní filmy (spojením 2. a 3. dílu), které vyšly na DVD.
- První díl zfilmoval režisér Andrew Adamson (Shrek) jako vysokorozpočtovou (150 mil. USD) fantasy pod názvem Letopisy Narnie: Lev, čarodějnice a skříň. Světová premiéra byla 9. prosince 2005, v Česku 5. ledna 2006.
- Světová premiéra dalšího zfilmovaného dílu – Prince Kaspiana (režie opět Andrew Adamson), proběhla 16. května 2008. Do českých kin pak Kaspian vstoupil 19. června 2008.
- Zatím posledním snímkem na motivy z Narnie byla Plavba Jitřního poutníka (režie Michael Apted), která měla světovou premiéru 9. prosince 2010.

### Audioknihy
- Všech sedm dílů vyšlo v letech 1995–1997 na audiokazetách v Karmelitánském nakladatelství. Každý díl je na čtyřech audiokazetách, čtou různí interpreti[6]. Překlad Mons. Josef Hermach, zvukové efekty a hudba Vilém Bernáček.
  1. Lev, čarodějnice a skříň (1997), přednes Hanuš Bor
  2. Princ Kaspián (1996), čte Otakar Bílek
  3. Plavba „Cestovatele do úsvitu“ (1996), čte Otakar Bílek
  4. Stříbrná židle (1996), čte Otakar Bílek
  5. Kůň a jeho chlapec (1997), přednes Hanuš Bor
  6. Čarodějův synovec (1995), čte Josef Hermach
  7. Poslední bitva (1997), přednes Hanuš Bor
- V roce 2014 vydalo nakladatelství Fragment na dvojCD (MP3) všech 7 dílů načtených Miroslavem Táborským. Délka nahrávky je 36 hodin a 7 minut.

### Počítačové hry
- V roce 2005 vydalo Disney Interactive Studios PC hru Letopisy Narnie: Lev, čarodějnice a skříň[7]
- Stejné studio v roce 2008 vydalo hru Letopisy Narnie: Princ Kaspian[8]

## Kritika Letopisů Narnie
Někteří autoři[kdo?] kritizují Letopisy Narnie pro jejich výrazný křesťanský podtext, dále i pro připisovaný rasismus.

### Křesťanská zanícenost
Z křesťanského podtextu a kvůli paralelám se základními tématy křesťanské teologie kritizují Letopisy Narnie obvykle ti, kteří odmítají křesťanství.[kdo?] Mezi tato témata patří Aslanovo obětování se za Edmunda, jeho smrt a znovuožití, které ukončuje vládu Bílé čarodějnice, dále pak např. Aslanův poslední soud v Poslední bitvě, respektive jeho eticko-filosofická rovina podle Lewisovy interpretace. Na více místech jsou kritizovány konkrétní projevy nevíry, noetického materialismu a relativismu.

### Obvinění z rasismu
Kritici Letopisů Narnie[kdo?] považují za rasistické zobrazení jiných národů, hlavně Kalormenců jako inherentních nepřátel Narnie a Aslana. Kalormenský bůh Taš je satanská postava, která vyžaduje krvavé oběti a pokládá zlé skutky za službu sobě. Kalormňané jsou popisováni jako snědí (a text je někdy označuje jako darkies, což je v moderní angličtině jednoznačně urážlivý termín, zhruba odpovídající slovu „černouši“) a americký publicista Gregg Easterbrook ve svém článku pro The Atlantic dokonce označil Kalormence za jednoznačnou alegorii pro muslimy. V knihách vystupují i některé kladné kalormenské postavy a naopak většina zlých postav má světlou pleť (obě Čarodějnice, král Miraz a strýc Ondřej).

## Zajímavosti
- Petr, Zuzana, Edmund a Lucie se původně měli jmenovat Petr, Anna, Martin a Rose.
- První návrh druhého dílu neobsahoval zmínku o Aslanovi.